# Samuel Fischer

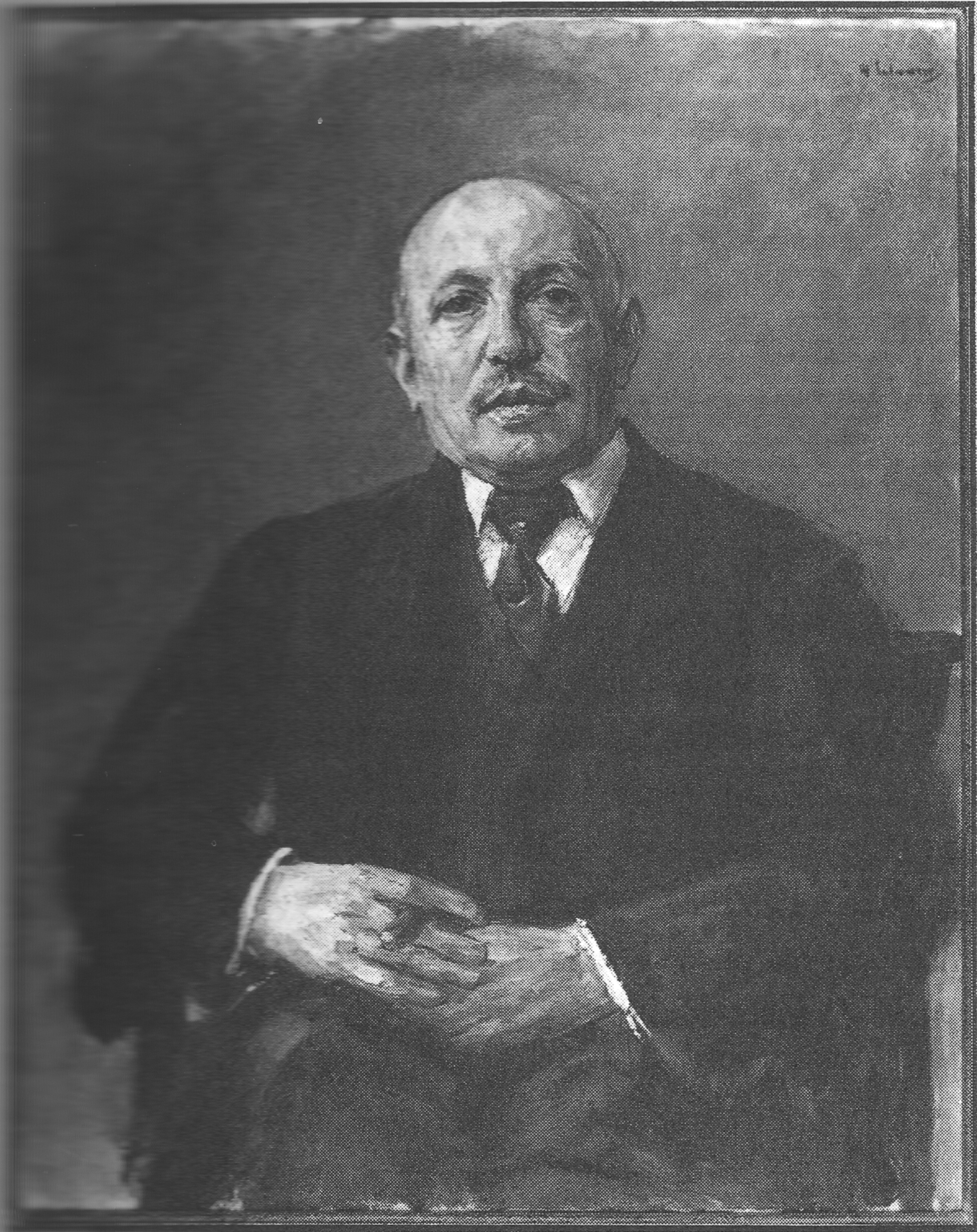
Samuel Fischer (1915; Gemälde von Max Liebermann)

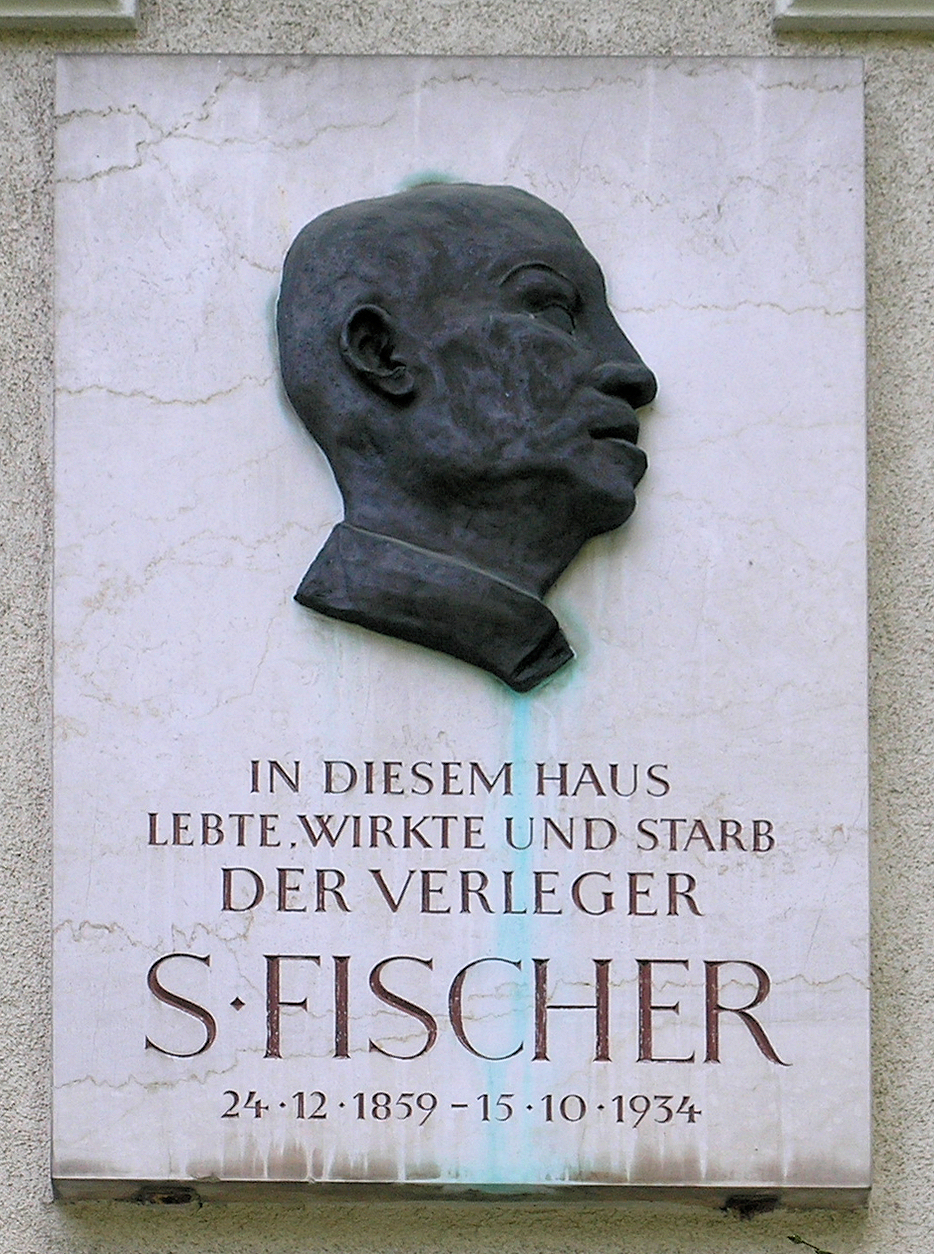
Gedenktafel am Haus Erdener Straße 8, in Berlin-Grunewald

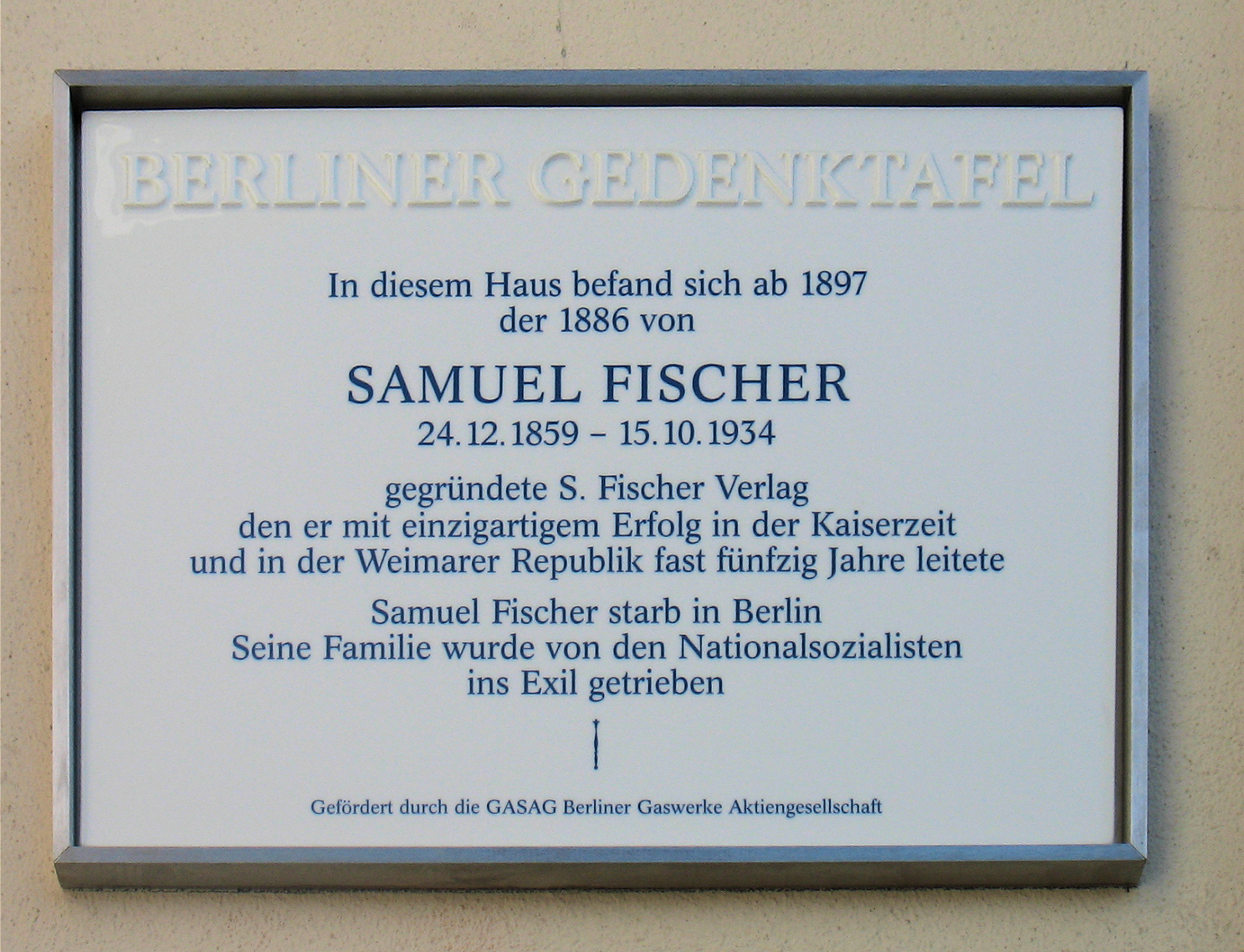
Berliner Gedenktafel am Haus Bülowstraße 90, in Berlin-Schöneberg

Samuel Fischer (* 24. Dezember 1859 in Liptószentmiklós, Kaisertum Österreich; † 15. Oktober 1934 in Berlin) war einer der bedeutendsten Verleger in Deutschland. Er war wie sein Kollege und Konkurrent Leopold Ullstein Jude. 1886 gründete er den S. Fischer Verlag in Berlin, der seinen Sitz heute in Frankfurt am Main hat.

## Leben
Samuel Fischer war das dritte von fünf Kindern einer jüdisch-ungarischen Familie. Er war der Sohn des Kaufmanns Carl Fischer und seiner Frau Minna, geb. Ullmann. Nach seiner Kindheit und Jugend in Ungarn fuhr Fischer 1874 fast mittellos und allein nach Wien, um dort eine Lehre als Buchhändler anzutreten. Sechs Jahre verbrachte er dort, arbeitete als Journalist und eignete sich nebenbei kaufmännische Kenntnisse in Abendkursen an. 1880 siedelte er nach Berlin über und ging als Buchhändler-Gehilfe in die Central-Buchhandlung von Hugo Steinitz. Im September 1883 wurde Samuel Fischer Teilhaber der Hugo Steinitz & Co. Verlagsbuchhandlung in der Friedrichstraße. 1886 gründete er den S. Fischer Verlag. Im Januar 1887 wurde mit Ibsens Schauspiel Rosmersholm das erste Buch ausgeliefert.
Im literarischen Debattierclub Durch hatte Fischer die Gelegenheit, die aktuellen literarischen Trends zu beobachten. Er hätte also in diesem Kreis nach der Leitfigur einer künftigen realistischen Literatur in Deutschland suchen können. Fischer jedoch tat das nicht und verlegte stattdessen vorerst einen damals weniger berühmten als berüchtigten fremdsprachigen Autor wie Émile Zola. Er ließ Werke von Tolstoi (das Drama Die Macht der Finsternis, die sozialen Betrachtungen Geld!) und Dostojewski (die Romane Der ewige Gatte, Der Spieler und Der Idiot) übersetzen, deren Verfasser als Russen durch die damalige Rechtslage nicht vom Urheberrecht geschützt waren. Fischer trug somit entschieden dazu bei, den Rang dieser Literatur im deutschsprachigen Raum durchzusetzen. Von 1887 bis 1889 setzte Fischer außerdem immer mehr auf das Theater. Er unterstützte tatkräftig die Gründung des Vereins Freie Bühne, die dem Verlag neue Perspektiven eröffnete.
In Berlin heiratete er 1893 Hedwig Landshoff (1871–1952), Tochter aus einer wohlhabenden Kaufmannsfamilie und Schwester des Musikers Ludwig Landshoff. 1894 wurde ihnen der Sohn Gerhart geboren, der 1913 kurz nach seinem 19. Geburtstag an Typhus starb. 1905 folgte Brigitte († 1991), die nach dem Tod des Vaters mit ihrem Mann Gottfried Bermann Fischer (1897–1995) den Verlag weiterführte. Die zweite Tochter Hildegard (1916–2005) wanderte mit Brigitte in den Kriegsjahren erst nach Schweden, dann in die USA aus, wo sie unter anderem als Privatsekretärin des Dirigenten Fritz Busch arbeitete.
1895 wurde zum ersten Mal das von Otto Eckmann gezeichnete Signet Fischer mit dem Netz verwendet. Es sollte Fischers Selbstverständnis als Verleger symbolkräftig ins Bild setzen: als hochrangig erkannte und anerkannte Literatur nicht bloß über den Markt zu verteilen, sondern sie aus dem kreativen Potential der Völker und Generationen erst einmal „einzuholen“. Ab 1898 erschienen Sämtliche Werke von Ibsen in zehn Bänden. Fischer hatte den Autor bereits 1889 persönlich kennengelernt und verlegte in den Folgejahren die weiteren Werke Ibsens.
Zu den Autoren dieser ersten beiden Jahrzehnte zählen auch, unter vielen anderen, Gerhart Hauptmann, Arthur Schnitzler, Peter Altenberg, Herman Bang, Jakob Wassermann, Thomas Mann, Hugo von Hofmannsthal und Hermann Hesse. In Thomas Mann setzte der Verlag große Hoffnungen. Er wurde dazu aufgefordert, weitere Manuskripte einzusenden. Seine ersten Arbeiten wurden in einem Novellenband vereint. Der wirkliche Erfolg kam jedoch mit dem Roman Buddenbrooks. Fischer hatte anfangs Zweifel, diesen Roman zu verlegen, weil er ihm viel zu lang erschien. Jedoch muss Thomas Mann an das literarische Gewissen Fischers appelliert haben, so dass dieser schließlich einwilligte, den Roman 1901 zu veröffentlichen. Fischers Befürchtungen schienen sich anfangs zu bestätigen; als jedoch 1903 die zweite, einbändige Ausgabe erschien, war der Erfolg da.
Eine unmittelbare Folge des Beginns des Ersten Weltkrieges war der Abbruch der Auslandsbeziehungen des Verlages. Fischer war gezwungen, die Produktion zu drosseln. Wie die meisten Autoren hoffte er auf einen deutschen Sieg. Von insgesamt 176 Titeln, die zwischen 1915 und 1918 bei Fischer erschienen, zählte knapp ein Drittel zur Kriegsliteratur. In den 1920er Jahren stellte sich die Frage, wer das Erbe des bald siebzigjährigen Verlagsleiters übernehmen sollte. Die Antwort fand sich in Gottfried Bermann; er trat am 1. Oktober 1925 in den Verlag ein und heiratete 1927 die ältere Tochter Brigitte. Somit war der drohende Verkauf des Verlages abgewendet. Die Kompetenz des Nachfolgers wurde stetig ausgebaut, und 1928 bestellte Fischer Bermann zum Geschäftsführer.
Nach der Machtergreifung beschlagnahmten die Nationalsozialisten unerwünschte Druckerzeugnisse und schränkten die Pressefreiheit ein. Es stellte sich die Frage nach der Zukunft des Verlages. Zunächst hing diese vom Willen Samuel Fischers ab. Er hatte zwar die praktische Leitung vollständig an Bermann Fischer abgegeben, man brauchte jedoch in manchen Geschäftsbereichen seine Zustimmung. Fischer war von der politischen Gefährdung des Verlags und dem Ernst der antisemitischen Verlautbarungen nicht zu überzeugen.
Samuel Fischer starb am 15. Oktober 1934 in Berlin und wurde auf dem Jüdischen Friedhof Berlin-Weißensee beigesetzt. Nach Samuel Fischers Tod wurde der Verlag im Zuge der Arisierung geteilt. Bermann Fischer verließ mit den Rechten und den bereits gedruckten Werken unerwünschter Autoren Deutschland, der übrige Teil arbeitete weiter in Berlin unter altem Namen und neuer Leitung. Bermann Fischer emigrierte zunächst nach Wien, dann nach Stockholm und schließlich nach New York.

## Gedenktafeln und Grab

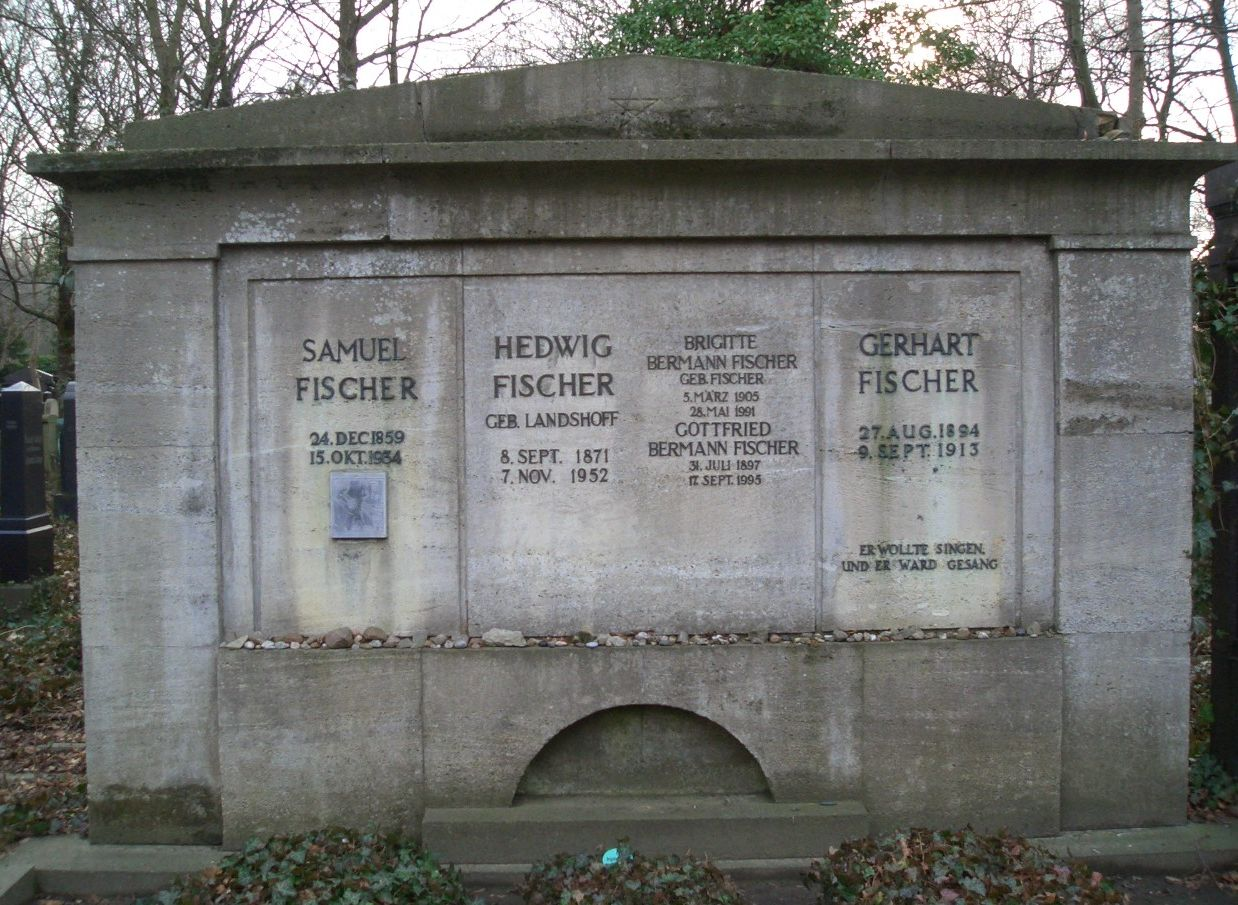
Familiengrab in Weißensee

Am Haus Erdener Straße 8 im Berliner Ortsteil Grunewald, dem Wohnhaus Fischers seit 1905, befindet sich eine Marmortafel mit Reliefportrait des Verlegers. Das Grundstück hatte er 1904 vom Bankier Hermann Rosenberg, einem Onkel Katia Manns, erworben. Architekt der Villa war Hermann Muthesius.
Am Haus Bülowstraße 90 im Berliner Ortsteil Schöneberg, dem Haus des S. Fischer Verlages, befindet sich eine Berliner Gedenktafel.
Samuel Fischers Ehrengrab liegt auf dem Jüdischen Friedhof Berlin-Weißensee im Feld J4.